# Бардзано
Бардзано́ (итал. Barzanò) — коммуна в Италии, расположена в области Ломбардия, в провинции Лекко.
Население составляет 4997 человек (2008 г.), плотность населения составляет 1396 чел./км². Занимает площадь 4 км². Почтовый индекс — 23891. Телефонный код — 039.
Покровителем коммуны почитается святой Вит, празднование 15 июня.

## Демография
Динамика населения:

## Администрация коммуны
- Официальный сайт: http://www.comune.barzano.lc.it/